# Круша-Духовна
Круша-Духовна (пол. Krusza Duchowna, нім. Lindenthal) — село в Польщі, у гміні Іновроцлав Іновроцлавського повіту Куявсько-Поморського воєводства.
Населення — 184 особи (2011).
У 1975-1998 роках село належало до Бидгощського воєводства.

## Демографія
Демографічна структура станом на 31 березня 2011 року:
|          | Загалом | Допрацездатний вік | Працездатний вік | Постпрацездатний вік |
| -------- | ------- | ------------------ | ---------------- | -------------------- |
| Чоловіки | 96      | 11                 | 73               | 12                   |
| Жінки    | 88      | 16                 | 54               | 18                   |
| Разом    | 184     | 27                 | 127              | 30                   |